# Thomas-Präzession
Die Thomas-Präzession ist ein relativistischer Effekt, der vor allem als Korrektur zur Spin-Bahn-Kopplung in der Atomphysik von Bedeutung ist. Sie ist benannt nach dem Physiker Llewellyn Thomas, der den Effekt 1926 erstmals beschrieben hat.
Zur Erklärung der Präzession betrachtet man das Bezugssystem eines Gyroskops auf einer Kreisbahn, das im rotierenden System durch seinen Drehimpuls einen festen Raumvektor definiert. Aufgrund der durch die Lorentztransformation beschriebenen Längenkontraktion in Bewegungsrichtung ist die Drehung des Raumvektors im bewegten System größer als die Drehung des Gyroskops im ruhenden System.  Das Gyroskop vollführt im ruhenden System eine Präzessionsbewegung; die Drehrichtungen der Kreisbahn und der Präzession stimmen überein.